# Foghat
Foghat ist eine britische Hard-Rock-Band, die 1971 von „Lonesome“ Dave Peverett, Rod Price, Tony Stevens und Roger Earl in London gegründet wurde. Peverett, Earl und Stevens hatten bereits zusammen bei der Bluesrock-Band Savoy Brown gespielt, nun vereinten sie gemeinsam mit Price die Musikgenres Boogie, Blues und Hard Rock in einer Band. Nachdem Namen wie Brandywine, Track und Hootch abgelehnt worden waren, einigte man sich schließlich auf Foghat. Der Name (deutsch: Nebelhut) leitet sich von einem Fantasiewort her, das bei einem Scrabble-Spiel entstand.

## Geschichte

### Gründung
Foghat entstand Ende 1971 aus der Blues-Rock-Band Savoy Brown. Lonesome Dave Peverett (Gitarre und Gesang), Tony Stevens (Bass) und Roger Earl (Schlagzeug) hatten zusammen mit Kim Simmonds (Gitarre) und Chris Youlden (Gesang) seit den späten 1960er-Jahren das Line-Up dieser Band gebildet. Savoy Brown tourte vor allem in den USA und veröffentlichte regelmäßig Alben. Nach dem Weggang von Chris Youlden übernahm Peverett den Gesangspart. In dieser Konstellation wurde 1970 das Album Looking In produziert.
Aufgrund unterschiedlicher musikalischer und kreativer Pläne trennten sich Peverett, Stevens und Earl von Savoy Brown und entschlossen sich, ihre eigene Band zu gründen. Dies war die Geburtsstunde von Foghat. Als Lead- und Slide-Gitarrist wurde Rod Price verpflichtet, der im Vorfeld Mitglied von Black Cat Bones war. Nach einigen Auftritten in den Blues Clubs von London spielte die Band dem US-amerikanischen Labelboss Albert Grossman vor, der kurz zuvor das Label Bearsville Records gegründet hatte. 

### 1970er-Jahre
Im Juni 1972 erschien das Debüt-Album Foghat, produziert von Dave Edmunds. Das Album wies den musikalischen Stil der Band in den kommenden Jahren: harter Boogie und Blues, vorgetragen von Peveretts kraftvoller Stimme und unterstützt von Prices Slide- und Lead-Gitarrenspiel. Dabei waren die Rollen von Price als Lead-Gitarrist und Peverett als Rhythmusgitarrist nicht immer eindeutig. Zuweilen brachen beide aus eben diesen Rollen aus und Peverett übernahm die Lead-Gitarre. Sein stark von Chuck Berry beeinflusster Stil zeigt sich auf dem Debütalbum bereits bei Songs wie Trouble, Trouble oder Fools Hall of Fame.
Als Single wurde der Willie-Dixon-Klassiker I Just Want to Make Love to You ausgekoppelt. Sowohl das Album (Platz 127) als auch die Single (Platz 83) kamen nur in den USA in die Charts, weshalb Foghat kurz darauf eine US-Tournee startete. Die rastlosen Touraktivitäten der Gruppe wurden schnell zu einem ihrer Markenzeichen und machte sie schnell in den USA als gefragten Live-Act populär.
Kurz darauf begann Foghat die Arbeiten an ihrem nächsten Album, das ebenfalls Foghat hieß, aber aufgrund des Albumcovers unter Fans schnell als Rock & Roll bekannt wurde (das Cover zeigte einen Stein, engl. „rock“ und ein Brötchen, engl. „bread roll“). Das von Tom Dawes produzierte Album erschien im März 1973 und wurde teils mit Unterstützung einer Bläsersektion aufgenommen, unter anderem zu hören auf Songs wie Road Fever, welches zu einem Live-Klassiker der Band wurde, oder What a Shame, welches im April als Single erschien. Das Album erreichte Platz 67 der Billboard 200 und What a Shame stieß bis auf Platz 82 vor. Die nachfolgende Single aus demselben Album Ride, Ride, Ride schaffte nicht den Sprung in die Charts.
Aufgrund der hohen Tourfrequenz von Foghat wurden die Alben häufig zwischen Auftritten in lokalen Studios eingespielt. Die Arbeiten zum dritten Album der Band begannen bereits einige Monate nach Veröffentlichung von Foghat (Rock & Roll) gegen Ende des Jahres 1973. Ein Teil des Materials wurde von der Band bereits ab September 1973 oder sogar früher auf Auftritten gespielt. Das im Januar 1974 unter dem Titel Energized erschienene Album enthielt zwei Coversongs (Honey Hush von Big Joe Turner/Johnny Burnette und That'll Be the Day von Buddy Holly) sowie selbstgeschriebene Lieder. Wild Cherry und Honey Hush wurden zu Live-Klassikern der Band. Energized erreichte Platz 34 in den Charts und Gold-Status. Es war das bis dato erfolgreichste Album von Foghat, auch wenn die daraus resultierenden Singles Thatll Be the Day und Step Outside nicht in die Charts gelangten.
Bereits wenige Monate später, im Oktober 1974, erschien das nächste Album Rock and Roll Outlaws, das erstmals von Nick Jameson produziert wurde. Mit dem Album konnte Foghat den Erfolg von Energized mit Platz 40 nur annähernd wiederholen. Produzent Jameson schaffte es erstmalig, die Energie und Atmosphäre des „Foghat-Livesounds“ einzufangen. Während die Band ein Großteil des Materials von Rock and Roll Outlaws auch live spielte und Songs wie Eight Days on the Road (im Original von Albert Collins und zur selben Zeit wie Foghat von Aretha Franklin gecovert) oder Chateau LaFitte '59 Boogie Foghat-Klassiker wurden, entschied man sich bei Bearsville dagegen, aus dem Album eine Single auszukoppeln.
Die ständigen und ausgedehnten Tourneen der Band zeigten ihre ersten Auswirkungen. Nach der Veröffentlichung von Rock and Roll Outlaws entschied sich Bassist Tony Stevens dazu, die Band zu verlassen und nach Großbritannien zurückzukehren. Nach längerer Suchzeit wurde schlussendlich Nick Jameson als Ersatz in die Gruppe aufgenommen. Im darauffolgenden Jahr begann die Band die Arbeiten an ihrem fünften Studioalbum Fool for the City, das im September erschien. Erstmals zog sich Foghat für die Aufnahmen für eine längere Zeit in ein Studio zurück – Suntreader Studios in New York – und arbeiteten an dem Album. Jameson fungierte neben seiner Tätigkeit als Bassist wieder als Produzent. Von dem Album wurde Slow Ride als im November Single veröffentlicht. Bearsville Records war zunächst dagegen, da das Stück in seiner originalen Albumversion über acht Minuten lang war und demnach nicht für Radio Airplay geeignet war. Letztendlich wurde eine auf rund drei Minuten verkürzte Version veröffentlicht, die Platz 20 in den USA und Platz 14 in Kanada erzielen konnte. Es wurde der größte Hit der Band und wurde über die Jahrzehnte zu einem Klassiker der Rock-Musik.
1976 verließ Jameson die Band wieder, um eine Solo-Karriere zu starten. Als Ersatz kam Craig MacGregor, der Ende 1974 bereits vergeblich vorgespielt hatte. Dan Hartman produzierte das Album Night Shift, das im November 1976 erschien und Gold bekam. Es enthielt die Singles Drivin' Wheel, I'll Be Standing By und Take Me to the River.
Im August 1977 erschien Foghat Live, auf dem die Band ihre bekanntesten Songs zum Besten gab. Jameson war zurückgekehrt, um das Album zu produzieren. Die Live-Version von I Just Want to Make to Love You kam als Single auf den Markt. Auf Stone Blue (Mai 1978) bewiesen Foghat erneut ihre Qualitäten als Blues-Band mit dem Robert Johnson-Cover Sweet Home Chicago. Das Titelstück des Albums wurde als Single veröffentlicht.

### 1980er-Jahre und Trennung
Im Juni 1980 erschien dann das Album Tight Shoes, auf dem sich Foghat in Richtung New Wave bewegt. Es war das vorerst letzte Album, auf dem Price mitspielte; er stieg kurz darauf aus. Als Ersatz kam Erik Cartwright.
Auf dem Album Girls to Chat & Boys to Bounce vom Juli 1981 spielte auch Jameson als Bassist wieder mit. Es bekam jedoch miserable Kritiken. Im Oktober 1982 erschien In the Mood for Something Rude, das größtenteils aus Rhythm-and-Blues-Covern bestand. Sehr ähnlich klingt auch das Album Zig-Zag Walk (Juni 1983). Kurz darauf kehrte MacGregor der Band den Rücken. Er wurde zunächst durch Kenny Aaronson ersetzt, der die Band aus gesundheitlichen Gründen ebenfalls bald verließ. Auch Rob Alter, Aaronsons Nachfolger, musste wegen Krankheit schnell wieder gehen. Im Endeffekt kehrte dann MacGregor zurück.
Bis 1985 war Foghat fast ständig auf Touren. Anfang des Jahres verließ jedoch Frontmann Peverett die Band, um nach England zurückzukehren. Earl, Cartwright und MacGregor gründeten zusammen mit dem Pianisten Jim Robarge die Kneetremblers. 1986 schied Robarge wieder aus, er wurde ersetzt durch Eric „EJ“ Burgeson an der Gitarre. Bald darauf tourten die Kneetremblers dann wieder unter dem Namen Foghat (diese Formation wurde später als Roger Earl's Foghat bekannt).
Roger Earl's Foghat musste eine sehr große Anzahl von Besetzungsänderungen durchstehen: MacGregor wurde durch Brett Cartwright, Eriks Bruder, ersetzt, der bis 1989 blieb und dann Jeff Howell seinen Platz überließ. Im gleichen Jahr ging auch Burgeson, für den Phil Nudelman kam. Nudelman ging schon im nächsten Jahr wieder eigene Wege, stattdessen erschien Billy Davis auf der Bildfläche. Schließlich meinte 1992 dann auch Howell, Foghat wieder verlassen zu müssen. Dave Crigger kam als neuer Bassist.

### 1990er-Jahre: Reunion
1990 hatte Peverett eine Band namens Lonesome Dave's Foghat gegründet. Bei der Band spielten Brian Bassett (Gitarre), Eddie Zyne (Schlagzeug), Stephen Dees (Bass), Riff West (Bass) und gelegentlich war auch Rod Price wieder mit von der Partie. Zwischen 1990 und 1993 tourten die beiden Foghat-Bands unabhängig voneinander durch die USA.
1993 kamen Tony Stevens und Rod Price endgültig zurück, Dave Peverett und Roger Earl gaben ihre eigenen Projekte auf und es kam zu einer Reunion von Foghat in der Gründungsbesetzung. Wie bereits in den 197er und 1980er-Jahren unternahm die Band ausgedehnte Tourneen durch die USA. Auf Anraten des Produzenten Rick Rubin spielte die Band ein neues Album ein; für die eigentlichen Aufnahmen stand Rubin aber nicht zur Verfügung. Im September 1994 erschien das Album Return of the Boogie Men, im Mai 1998 kam das Live-Album Road Cases auf den Markt. 1999 ersetzte Brian Bassett Rod Price, im Mai desselben Jahres wurde King Biscuit Flower Hour, ein weiteres Live-Album, veröffentlicht. Im Jahre 2000 starb „Lonesome“ Dave Peverett an Krebs. Nichtsdestotz entschied man sich, die Band fortzuführen und engagierte Charlie Huhn als neuen Frontmann.
2005 verstarb Rod Price nach einem Herzinfarkt. Trotz der Tode von Peverett und Price tourte die Band konstant. Tony Stevens verließ die Band Anfang der 2000er-Jahre und wurde wieder von Craig McGregor ersetzt. Foghat veröffentlichte seitdem mehrere Studio- und Live-Alben.

### 2022 bis heute
2022 erklärte Charlie Huhn nach 22 Jahren als Frontmann seinen Austritt aus der Band. Er wurde durch Scott Holt ersetzt, der bereits in den vorherigen Jahren an dem Album Under the Influence sowie dem Nebenprojekt Earl & the Agitators mitgewirkt hatte.
Im November 2023 brachte die Band das Album Sonic Mojo auf den Markt, dass neben Coverversionen auch die Singles Drivin' On und She's a Little Bit of Everything enthielt. Für das Album nahm die Band auch drei Songs des kurz zuvor verstorbenen Savoy-Brown-Bandleaders und Freund der Gruppe Kim Simmonds auf. Sonic Mojo erreichte Platz 1 der Billboard Blues Albums Charts und hielt sich danach 22 Wochen bis Ende April in den Top 10.
Das Jahr 2024 brachte zwei neue Veröffentlichungen der Band mit bereits älterem Material. Zunächst wurde anlässlich des „Record Store Day“ von Rhino/Bearsville die Doppel-LP Permission to Jam – Live in New Orleans 1973 veröffentlicht, ein Konzertmitschnitt der Band vom September 1973 im Warehouse in New Orleans. Das Album stieg direkt nach Erscheinen auf Platz 2 der Billboard Blues Charts ein. Ebenfalls Ende April 2024 wurde von Cleopatra Records eine CD/DVD unter dem Titel Slow Ride – Live in Concert veröffentlicht, die einen Konzertmitschnitt aus dem Jahre 1999 enthält. Das Album stieg für eine Woche auf Platz 10 der Blues Album Charts ein, verschwand dann aber wieder aus den Charts.

## Diskografie

### Alben
| Jahr | Titel                          | Höchstplatzierung, Gesamtwochen, AuszeichnungChartsChartplatzierungen (Jahr, Titel, Platzierungen, Wochen, Auszeichnungen, Anmerkungen) | Anmerkungen |
| Jahr | Titel                          | US | Anmerkungen |
| ---- | ------------------------------ | --- | ----------- |
| 1972 | Foghat                         | US127 Gold · (22 Wo.)US |             |
| 1973 | Foghat (Rock and Roll)         | US67 (19 Wo.)US |             |
| 1974 | Energized                      | US34 Gold · (30 Wo.)US |             |
| 1974 | Rock and Roll Outlaws          | US40 Gold · (19 Wo.)US |             |
| 1975 | Fool for the City              | US23 Platin · (52 Wo.)US |             |
| 1976 | Night Shift                    | US36 Gold · (21 Wo.)US |             |
| 1977 | Live                           | US11 ×2Doppelplatin · (29 Wo.)US |             |
| 1978 | Stone Blue                     | US25 Gold · (23 Wo.)US |             |
| 1979 | Boogie Motel                   | US35 (21 Wo.)US |             |
| 1980 | Tight Shoes                    | US106 (10 Wo.)US |             |
| 1981 | Girls to Chat & Boys to Bounce | US92 (9 Wo.)US |             |
| 1982 | In the Mood for Something Rude | US162 (5 Wo.)US |             |
| 1983 | Zig-Zag Walk                   | US192 (2 Wo.)US |             |

Weitere Alben 
- 1984: Return of the Boogie Men
- 1998: Road Cases (Live, aufgenommen 1996)
- 2003: Family Joules
- 2003: Decades Live
- 2007: Live II
- 2009: Live at the Blues Warehouse
- 2010: Last Train Home
- 2016: Under the Influence
- 2017: Live at the Belly Up
- 2018: Slow Ride
- 2023: Sonic Mojo
- 2024: Permission to Jam – Live in New Orleans 1973
- 2024: Slow Ride – Live in Concert

### Kompilationen
- 1985: Best of Foghat (US: Gold)
- 1992: Best of Foghat Volume 2
- 1997: Slow Ride and Other Hits
- 1999: Anthology
- 2001: Hits You Remember Live
- 2001: Live 2000
- 2002: Essential

### Singles
| Jahr | Titel Album                                             | Höchstplatzierung, Gesamtwochen, AuszeichnungChartsChartplatzierungen (Jahr, Titel, Album, Platzierungen, Wochen, Auszeichnungen, Anmerkungen) | Anmerkungen |
| Jahr | Titel Album                                             | US | Anmerkungen |
| ---- | ------------------------------------------------------- | --- | ----------- |
| 1973 | What a Shame Foghat (Rock and Roll)                     | US82 (6 Wo.)US |             |
| 1975 | Slow Ride Fool for the City                             | US20 (17 Wo.)US |             |
| 1976 | Fool for the City Fool For The City                     | US45 (7 Wo.)US |             |
| 1976 | Drivin’ Wheel Night Shift                               | US34 (10 Wo.)US |             |
| 1977 | I’ll Be Standing By Night Shift                         | US67 (3 Wo.)US |             |
| 1977 | I Just Want to Make Love to You (Live) –                | US33 (17 Wo.)US |             |
| 1978 | Stone Blue                                              | US36 (10 Wo.)US |             |
| 1979 | Third Time Lucky (First Time I Was a Fool) Boogie Motel | US23 (15 Wo.)US |             |
| 1980 | Stranger in My Home Town Tight Shoes                    | US81 (3 Wo.)US |             |

Weitere Singles
- 1972: I Just Want to Make Love to You
- 1972: Maybelline
- 1973: Ride, Ride, Ride
- 1974: Eight Days on the Road
- 1976: Night Shift
- 1978: Sweet Home Chicago
- 1978: Easy Money
- 1981: Wide Boy
- 1981: Live Now – Pay Later
- 1982: Slipped, Tripped, Fell in Love
- 1982: Ain’t Livin’ Long Like This
- 1983: Zig-Zag Walk
- 2003: I’m a Rock ’n Roller
- 2010: Louisiana Blues
- 2016: Upside of Lonely